# Psapharochrus socorroensis
Psapharochrus socorroensis är en skalbaggsart som först beskrevs av Linsley 1942.  Psapharochrus socorroensis ingår i släktet Psapharochrus och familjen långhorningar. Inga underarter finns listade i Catalogue of Life.